# Certifiable: The Police Reunion Live in Argentina
Certifiable: The Police Reunion Live in Argentina è il secondo album live dei Police dopo Live!. Uscito nel 2008, documenta il concerto che il gruppo tenne all'Estadio Monumental Antonio Vespucio Liberti di Buenos Aires nel dicembre del 2007 durante il tour della riunione.

## Formati
Il disco è uscito in 3 formati diversi:
- Formato deluxe: doppio CD audio + doppio DVD
- Edizione Blu-ray: Blu-ray disc + CD audio
- Standard: DVD + CD audio

## Tracce

### Versione Deluxe (USA)
CD 1
1. Message in a Bottle
2. Synchronicity II
3. Walking on the Moon
4. Voices Inside My Head / When the World is Running Down, You Make the Best of What's Still Around
5. Don't Stand So Close to Me
6. Driven to Tears
7. Hole in My Life
8. Truth Hits Everybody
9. Every Little Thing She Does Is Magic
10. Wrapped Around Your Finger

CD 2
1. De Do Do Do, De Da Da Da
2. Invisible Sun
3. Walking in Your Footsteps
4. Can't Stand Losing You / Reggatta de Blanc
5. Roxanne
6. King of Pain
7. So Lonely
8. Every Breath You Take
9. Next to You

DVD 1
1. Message in a Bottle
2. Synchronicity II
3. Walking on the Moon
4. Voices Inside My Head / When the World is Running Down, You Make the Best of What's Still Around
5. Don't Stand So Close to Me
6. Driven to Tears
7. Hole in My Life
8. Truth Hits Everybody
9. Every Little Thing She Does Is Magic
10. Wrapped Around Your Finger
11. De Do Do Do, De Da Da Da
12. Invisible Sun
13. Walking in Your Footsteps
14. Can't Stand Losing You / Reggatta de Blanc
15. Roxanne
16. King of Pain
17. So Lonely
18. Every Breath You Take
19. Next to You

DVD 2
1. Better Than Therapy – 50:00 – documentario
2. Galleria fotografica

### Versione standard (internazionale)
DVD
Le stesse tracce del precedente
CD
1. Message in a Bottle
2. Synchronicity II
3. Walking on the Moon
4. Don't Stand So Close To Me
5. Driven to Tears
6. Every Little Thing She Does Is Magic
7. De Do Do Do, De Da Da Da
8. Walking in Your Footsteps
9. Can't Stand Losing You / Regatta de Blanc
10. Roxanne
11. King of Pain
12. So Lonely
13. Every Breath You Take
14. Next to You